# Paul Binus

Paul Binus

Paul Binus (* 13. August 1901 in Ratibor; † 22. Februar 1981 in Timmendorfer Strand) war ein deutscher Politiker (NSDAP) und SA-Führer.

## Leben und Wirken
Nach dem Besuch der Volksschule wurde Binus zum Maschinenschlosser ausgebildet. In der Zeit nach dem Ersten Weltkrieg kam er in das Umfeld der völkischen Bewegung: Nachdem er bereits dem rechtsextremen Wehrverband Wehrwolf und dem Freikorps Oberland angehört hatte, trat er zum 14. April 1926 der NSDAP bei (Mitgliedsnummer 34.291). Außerdem wurde er Mitglied der SA, in der er 1930 den Rang eines Standartenführers erreichte.
Im März 1933 wurde er Mitglied im Preußischen Landtag. Ab 12. November 1933 bis Kriegsende im Frühjahr 1945 war Binus im nationalsozialistischen Reichstag Abgeordneter für den Wahlkreis 6 (Oppeln).
In der Nachkriegszeit bewarb Binus sich für die Deutsche Reichspartei mehrfach vergeblich um ein Bundestagsmandat.
Er starb im Ortsteil Niendorf der Gemeinde Timmendorfer Strand.